# Аби Корниш
Аби Корниш (енгл. Abbie Cornish; рођена 7. августа 1982. године) је аустралијска филмска и телевизијска глумица. Од 1997. године, када је почела каријеру, па до 2004. године играла је у ТВ–серијама, након чега се окреће филму. За улогу у филму Somersault добила је Награду Аустралијског филмског института за најбољу главну глумицу. Наредних година остварила је мање улоге у филмовима Добра година са Раселом Кроуом и Елизабета: Златно доба са Кејт Бланчет. Године 2011. играла је главну улогу у Мадонином љубавном дебаклу В/Е.